# ثقافة السودان
يمتد السودان على مساحة واسعة ما بين جنوب مصر وحتى المناطق الاستوائية في وسط أفريقيا، مما أدى لوجود مختلف العرقيات والثقافات والأديان، لكن يشكل الإسلام الخلفية الثقافية لغالبية سكان السودان خاصة الأجزاء الوسطى والشمالية منه، فيما تتشكل ثقافة الجنوب وجنوب شرق وغرب السودان من الثقافات الأفريقية الخالصة وان مازجها الإسلام قليلا.

## الثقافة القبلية واللغوية
ثؤثر الثقافة القبلية بشكل كبير على غالبية أهل السودان الذين في اغلبهم العرق الأفريقي، ويتداخل العالم القبلي في أغلب الممارسات اليومية والاجتماعية والزواج، بحيث يكون للخلفية القبلية الأولية في هذه العادات الاجتماعية. ويزيد الاهتمام بالمسائل المتعلقة بالعادات القبلية في المجتمعات الريفية، وكما تتوافق العادات والتقاليد بشكل كبير بين القبائل السودانية الشمالية الرئيسية: النوبة «حلفاويين ومحس وسكوت ودناقله» والشايقية والجعلية والشكرية وسكان أواسط السودان بالرغم من أن النوبة ليسوا عرباً في الأساس، ويرجع ذلك للاختلاط الذي تم بين هذه القبائل على مر العصور.
‘’

## الثقافة العربية الإسلامية
تفتخر أغلب قبائل أواسط وشمال السودان بانتسابها للثقافة العربية الإسلامية، بينما يقل هذا الشعور في غرب و جنوب السودان (قبل الانفصال 2011) ومناطق النيل الأزرق وقطاعات من شمال السودان خصوصا المناطق التي لا تتحدث اللغة العربية إنما تتحدث لهجات مختلفة والمصطلح السوداني لها هي (الرطانة) إلا كلغة ثانية.
لكن الثقافة العربية والإسلامية تلعب دورا هاما ورئيسيا في العادات اليومية والأعراف والتقاليد التي لا تختلف كثيرا عن العادات السائدة في أغلب الدول العربية.
كما كان السودان في أواخر القرن ال 19 مقصد طلاب العلوم الإسلامية لكثرة الشيوخ والخلاوي التي اشتهرت على مدى قرون بتحفيظ القرآن الكريم وعلومه.

## أثرنهر النيلفي الثقافة
يمثل نهر النيل الرابط الحقيقي لغالبية قبائل السودان حيث يقطن غالبية أهل السودان حوض نهر النيل الذي يمتد من أقصى الجنوب لأقصى الشمال مضيفاً لمسة ثقافية خاصة لكل قبيلة يمر بأرضها. فنجد الأغاني الشعبية التي تدور حول نهر النيل والفيضان، والتي تعكس جزء أساسي من الثقافة السودانية

## أهم التقاليد السودانية
تشتهر القبائل السودانية على اختلافها بالطبيعة المحافظة والتدين العام والذي يربط الفرد والمجتمع. ترتبط العادات والتقاليد السودانية بالمناسبات الدينية مثل شهر رمضان وعيد الأضحى وعيد الفطر وأيضا بالمناسبات الاجتماعية الخاصة مثل الزواج والمآتم والختان
تاريخيّا انفرد السودانيين بعادة الشلوخ وهي علامات توضع على جانبي الوجه أو على الصدغ للذكور والإناث تختلف من قبيلة لأخرى فيما توجد نفس هذه الشلوخ في جنوب السودان لكنها توضع في الغالب في الجبهة. حاليا توقفت هذه العادة إلا في القليل من البقاع الريفية النائية. ويعتقد بأن هذه العادة مرتبطة بتاريخ الرق القديم إذ تعتبر الشلوخ بعدم إمكانية إزالتها بمثابة إثبات انتماء حي لا يقبل خرقه. بمعنى أنه إذا وقع أحد أفراد القبيلة في الأسر يتعرف عليه الآخرين فوراً ويهبّون لنجدته.

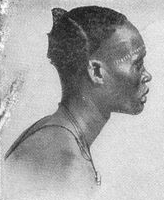
نموذج للشلوخ لدى الشلك 1914

وتأخذ الشلوخ أشكالا مختلفة باختلاف القبيلة، فمثلاً عند الشايقية كانت ثلاث خطوط عرضية على جانبي الوجه، وعند بعض القبائل العربية كانت تبدو كحرف [H] وعند النوبيون ثلاث خطوط طولية [III] أو خطين في الصدغ وفي الجنوب عند الدينكا والنوير وباقي القبائل تكون الشلوخ ذات خصائص أدق حيث توضع عند النوير بشكل خطوط عرضية تملأ الجبهة وعادة ما تكون خطوط رقيقة، وعند بعض فروع الدينكا يتم ملئ الوجه كاملا بدوائر صغيرة، وعند الشلك يتم عمل خط فوق الحاجبين من الدوائر البارزة.

## رمضان

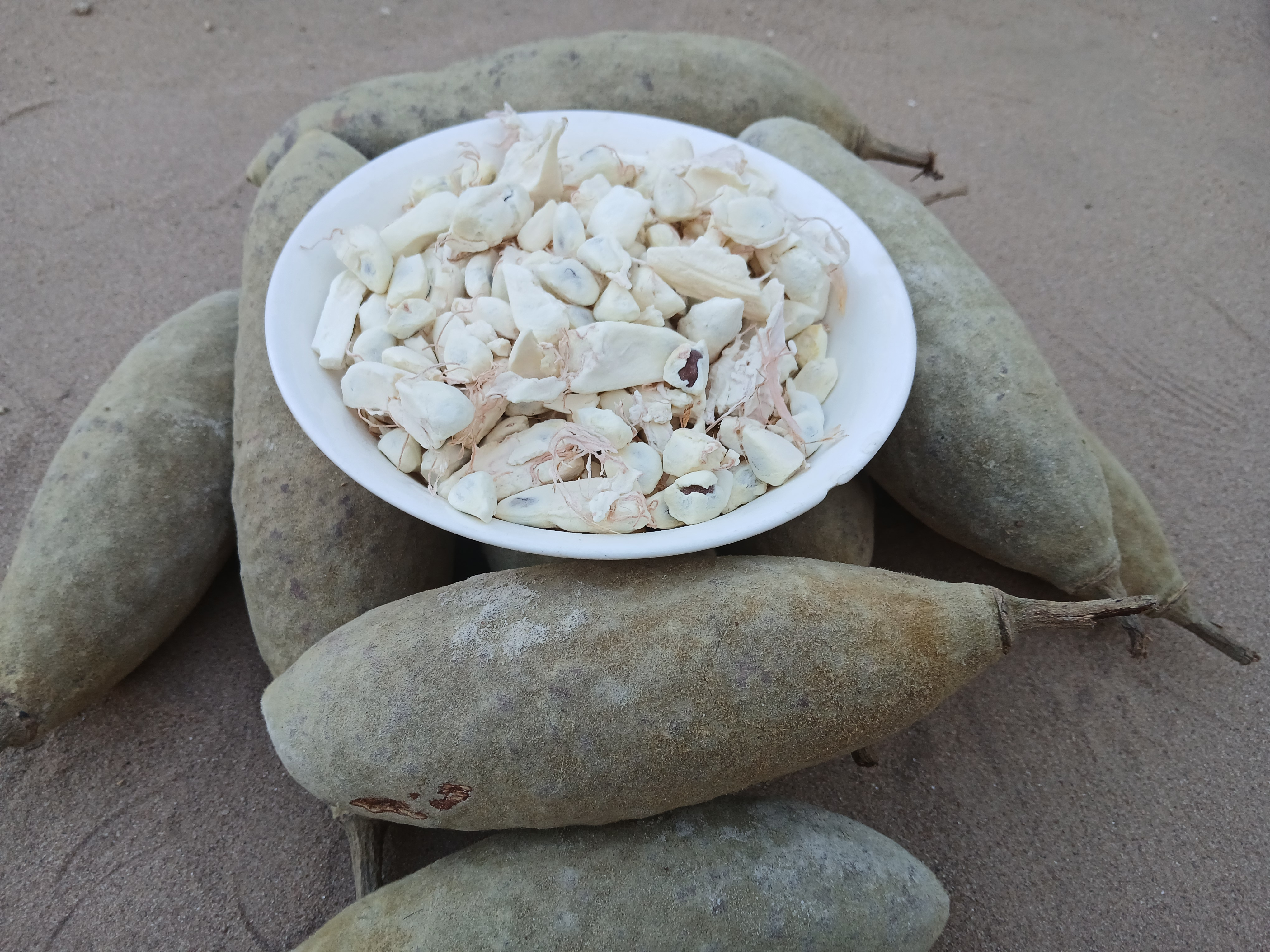
صورة لثمار التبلدي

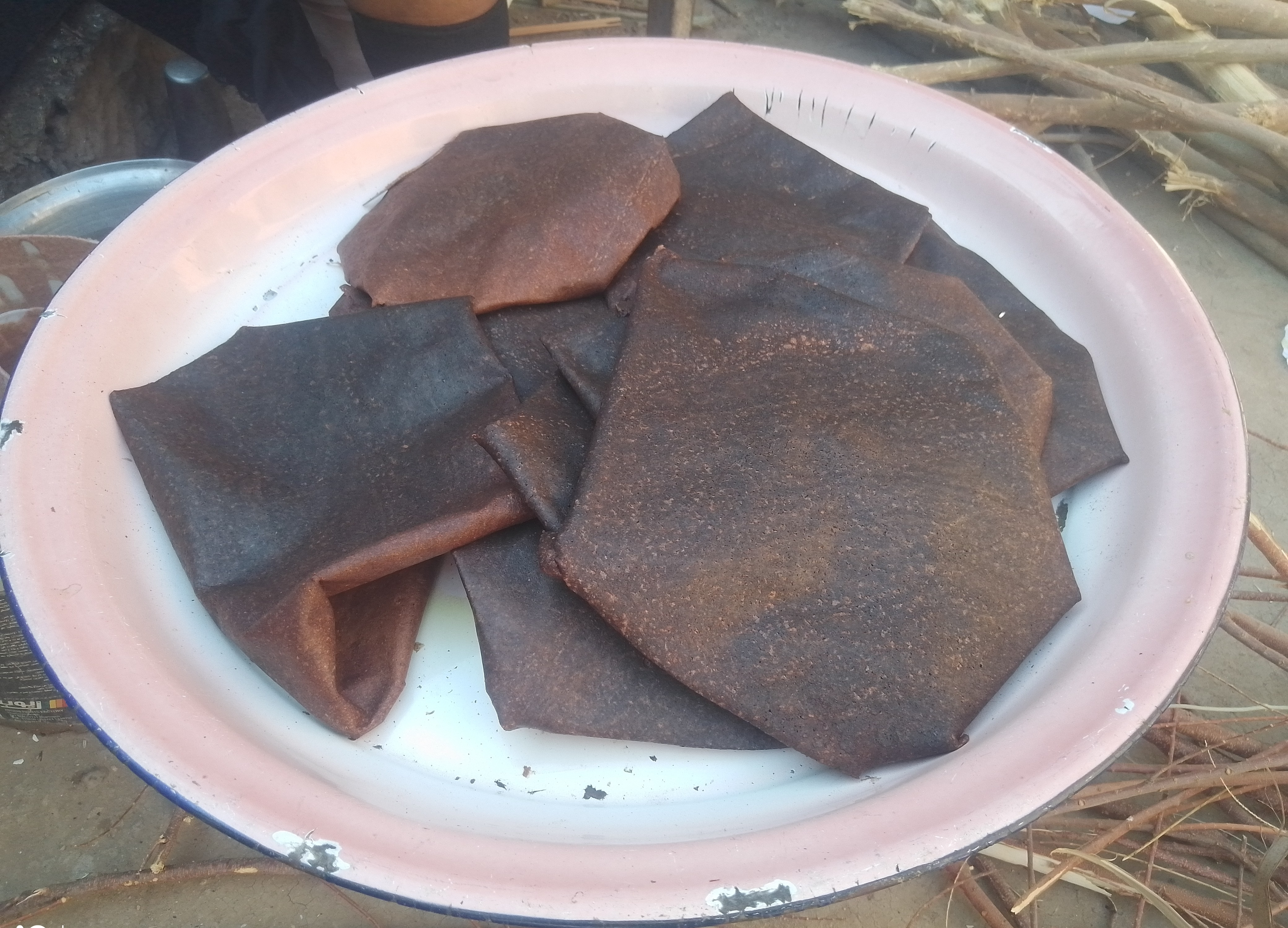
الابري

يبدأ الإعداد لشهر رمضان في السودان قبل وقت مبكر، حيث يتم إعداد مجموعة من المشروبات التي لا توجد في أي بلد آخر غير السودان وهي شراب (الحلو مر - ويسمى أيضاً الأبريه ذا اللون الأحمر والآخر أبيض اللون) بالإضافة للمشروبات المعروفة في بعض الدول العربية الأخرى مثل الكركديه «العناب» والعرديب وهو ثمرة تشبه تمر هندي والتبلدي يعرف محليا باسم (القنقليز) والعصائر من الفواكه الطبيعية كالمانجو والليمون والبرتقال أيضا تشتهر المائدة السودانية بأكلة العصيدة التي تختلف عن أنواع العصيدة المعروفة في بلاد الخليج العربي.
ومنذ تاريخ بعيد يعود للممالك الإسلامية في السودان اشتهر الناس بحب إشاعة الخير في شهر رمضان، وخصوصا التكفل بإفطار الصائمين، لذلك تجد أغلب الناس في رمضان يفطرون في الشوارع (الضرا) ويؤدون صلاة المغرب في الشارع أملاً في مرور عابر سبيل أو مسكين، فيجبرونه على الأكل معهم، فيما اشتهرت بعض قرى ولاية الجزيرة بالتكفل بالباصات السفرية الكاملة التي يصادف مرورها وقت الآذان.
مع ملاحظة أن السودانيين لا يفرقون عادة بين المارة في الشوارع فيكون منهم المسلمون والمسيحيون والوثنيون وحتى اللادينيين فبِغضّ النظر عن دينهم يتم الإصرار عليهم على تناول الطعام أو على الأقل تذوقه. لأن الغرض الرئيسي هو التواصل والكرم وإشاعة المحبة والتشارك. وذلك انطلاقاً من قوله صلى الله عليه وسلم (وفي كل كبد رطبة أجر).
يمتاز السودان بالكثير من العادات والمعتقدات إحداها (الرحمتات). هذا المصطلح يطلق على وجبة دسمة من الرز واللحم والعصائر تقدم للصغار في آخر جمعة من رمضان. الاعتقاد السائد أن هذه الصدقة أكثر قبولاً بالذات في هذا التوقيت في آخر جمعة من رمضان. من التقاليد المصاحبة تقديم هذه العصائر في (قلة) وهي عبارة عن إناء فخاري أكبر قليلا من الكوب العادي، يصنع خصيصا لهذه المناسبة.

## مظاهر الزواج
عادات الزواج السودانية مميزة ومتنوعة نظرا للتنوع العرقي والديني للقبائل السودانية وكذلك انتشارها في بقعة جغرافية كبيرة جعل كل من تلك القبائل تتأثر بثقافات مختلفة، ولكن هنالك عادات تجمع كل القبائل السودانية بشتى أطيافها مع اختلاف طفيف، وتعود هذه العادات إلى أصول بعيدة، منها الفرعوني في مناطق الشمال، ومنها الأفريقي في الجنوب. ونتيجة لاختلاط الدم العربي بالدم الإفريقي تألقت هذه العادات، وباتت طقوس الزواج نموذجاً لا مثيل له.
يسمى الزواج في اللهجة السودانية بـ«العرس» بكسر العين، ويبدأ الاحتفال به قبل فترة طويلة، حيث يتم الاحتفال بكل مناسبة صغيرة من تعارف العروسين وحتى إتمام عقد القران. ففي البداية يتم ما يعرف (بقولة الخير) وهي ما يقصد بها التعارف الذي يتم بين أهل العريس والعروس والذي عادة ما يتم في بيت العروس وفي حالة القبول وتوافق العائلتين تتم الخطوبة الرسمية التي انتشرت مؤخراً في السودان لأنه في الماضي كانت عادة ما يتم الزواج من داخل العائلة أو من الجيران فلم تكن هنالك حاجة فعلية لمرحلة الخطوبة.
وبعد القبول يجلب العريس وأسرته المهر والعديد من الهدايا للعروس فيما يعرف بالشيلة وتقام لها حفل صغير يعرف بسد المال. تتكون شيلة العروس من الذهب ومواد تجهيز العطور وملابس وأدوات مكياج للعروس، تكمن فكرة هذه الهدايا في أن العروس مقبلة على حياة جديدة وبالتالي يجب أن يكون كل ما ستلبسه جديداً. وعادة ما تتباهى الأسر المقتدرة بكمية الهدايا التي تجلبها للعروس، وقد جرت العادة على أن يجلب العريس الهدايا حسب وضعه هو دون أي طلبات من جانب أهل العروس.
و قبل فترة معينة من يوم العرس المحدد تبدأ التجهيزات للعرس وتصب كافة الاهتمامات على العروس، التي يتم حبسها اختياريا بالمنزل لمدة شهر، وتمنع منعا باتا من مقابلة العريس، ليتفاجأ بتغيير حقيقي في هيئتها في ليلة الزفاف بوضعها في برنامج مكثف من التغذية وعدم التعرض للشمس ومن ثم تخضع العروس لعمليات تجميل تقليدية، حيث يتم عمل «ساونا» تقليدية لها بالمنزل عبر ما يعرف محليا «الدخان»، وهو عبارة عن أخشاب الطلح والشاف يوضع عليها جمرات من الفحم ليصدر عنها دخان يعطى الجسم لونا «أصفر». كما يتم تجهيز ما يسمي ب (ريحة العروس) والتي يتم تجهزها عادة من المواد التي جلبها العريس في المهر (سد المال), يتم تجهيزها بالطرق التقليدية في منزل العروسة لتستعملها فيما بعد في حياتها الزوجية.
ولكل من العروس والعريس طقس خاص يتم قبل أيام قليلة من موعد الزفاف، يعرف بالحنة، فيجتمع أهل العريس بمنزله، وتصبغ يداه وقدماه بالحنة، وقد تستمر الاحتفالات بالحنة لعدد من الأيام، أما العروس فقبل يومين من الزفاف تتم مراسم الحناء التي تقتصر عادة على الفتيات فقط.
أخيراً يأتي يوم الحدث الأساسي وهو عقد القران الذي يكون عادة في نفس يوم الزفاف أو سابقاً له بيوم وغالباً ما يتم عقد القران في أقرب مسجد لبيت أهل العروس. ومن ثم الزفاف الذي ترتدي فيه العروس فستان الزفاف الأبيض وفي نهايه الحفل يتم ما يسمى بالجرتق ويعتبر "الجرتق" من الطقوس السودانية المهمة التي تتم عادة بعد اكتمال حفل الزفاف، إذ ترتدي العروس خلاله الزي السوداني المتمثل في «الثوب»، الذي عادة ما يأخذ اللون الأحمر ويصمم بالكريستال، ويرتدي العريس «الجلابية» البيضاء ويدخل فيها شريط من اللون الأحمر، ويجلس العروسان على «عنقريب» كما يسمونه وهو عبارة عن سرير تقليدي يصنع من الخشب، ومغطى بملاءة من الحرير باللون الأحمر والذي يكون طاغيا في عادة «الجرتق». إلا أن هنالك بعض أشكال الممارسات السودانية المميزة التي تجانب الأسلوب المحافظ لغالبية الناس مثل رقص العروس، وتنطق باللهجة السودانية رقيص العروس، وهي عادة غير مقبولة وغير متبعة عند الكثير من السودانيين.

### رقص العروس
هو عبارة عن احتفال خاص بالسيدات من أسرتي الزوجين يكون عادة صباح ليلة الدخلة، ويشترط في الغالب عدم حضور أي رجل باستثناء العريس وعدم التصوير خصوصا بكاميرات الفيديو، ويتم الغناء بواسطة مغنية متخصصة في لونية فنية خاصة تسمى في الأوساط السودانية باسم أغاني البنات وهو مصطلح يطلق على غناء بسيط المفردة تؤديه الفتيات، يدور حول الزواج والجمال والحب ومدح صفات النساء وشيم الرجال وأحيانا السخرية. ويغيب الرجال عن هذا الاحتفال لكون العروس تتبرج لأقصى الحدود الممكنة: يعتقد أن ذلك يحدث لعدة أسباب ذات خلفيات سايكلوجية واجتماعية منها:
- إثبات الذات بطريقة أنثوية بحتة. بكشف ما خفي من جسدها لإثبات عدم إصابتها بأي نوع من المشاكل الصحية والجمالية، وما يتبع ذلك من إخراس لألسنة النساء غير الراضيات عن الزواج من الأسرتين.
- محاولة تشريف للزوج بإثبات جدارة عروسه وأحقيتها الجمالية به.
- إبراز الإمكانيات المادية للزوج لأن هذا الاحتفال عادة ما يكون مكلفا جدا، لأن تكاليف المغنيات خرافية والعروس ترتدي ما أمكنها من الذهب والمجوهرات وعند كل رقصة يجب عليها تبديل ملابسها وحليها وزينتها.
- فيما يعتقد البعض الآخر عكس ذلك تماما، لمخالفته الأخلاقيات الإسلامية، فضلاً عن كونه إتلاف للمال وإشعال لروح التنافس والحسد بين الفتيات في اهتمامات كمالية عديمة النفع.

كانت آر أجسات العروس أو رقص العرائس تعتبر من العناصر الأساسية في كل حفل زفاف، وهي عادة شائعة يتم تنفيذها خلال مراسم الزفاف. يمكن لحفل الزفاف السوداني أن يستمر لأيام وأحياناً أكثر من أسبوع.
لطالما كانت رقصة العرس مهمة على مر التاريخ. لم يُعتبر الزواج كاملاً بدون هذا التقليد. يعود تاريخ الطقوس المتأصلة في تاريخ البلاد إلى مملكة كوش حيث كانت تسمى «رقصة إله الخصوبة»، وكانت مرتبطة بالزواج؛ يؤديها كل من الرجال والنساء خلال مراسم الزفاف. على الرغم من كونها جزءًا مهمًا من الثقافة السودانية، فقد تطور هدفها وتصورها العام على مر السنين واليوم، تظل هذه الممارسة موضع نقاش في المجتمع السوداني، حيث أدت القيود والمعتقدات الدينية إلى استقطاب الرأي العام. تختلف أسباب اختيار الرقص العرائسي أو اختيارها، ويمكن أن تكون دينية أو اجتماعية أو سياسية أو مالية. في حين تبقى رقصات الزفاف جدلًا اجتماعيًا، فإن أهميتها التاريخية والثقافية لا يمكن إنكارها.
خلال حضارة كوش، تم تنفيذ الرقص العرس في البداية لتسليط الضوء على الصحة الجسدية للعروس والجمال. غالباً ما كان الرقص العرائسي غالباً ما ينظر إليه على أنه «جنسي»، وكان أبسط من ذلك بكثير وأكثر خصوصية، وكان يدل على غرضه الحقيقي - لعرض أنوثة العروس. لكنها اليوم أيضا بمثابة رمز لوضعهم الاجتماعي الاقتصادي و / أو المعتقدات السياسية أو الدينية. قبل مائة عام، أثناء الرقص التقليدي، كانت العرائس السودانيات يرقصن عاريات، لا يرتدين سوى تنورة حول جلد جلدي شبيهة بالرقص تدعى الراحات وأثناء الرقص، كل سلسلة من الراحات سوف يتم سحبها أو قطعها، وهي ممارسة ويشار إلى قطغ الراحة، حرفيا يرمز إلى فقدان العذرية. ثم يتم رمي تنورة في الحشد، مما يدل على نهاية عذريتها. وكان الغرض من ذلك إظهار صور زوجها (خاصة الأكبر منها) لميزات الإنجاب وصحتها الجنسية. وعادة ما يشمل هذا الحدث فقط أفراد العائلة المقربين والأصدقاء والجيران الذين سيقومون بأداء الأغاني وتعليم عروس الرقص المختلفة كجزء من مساهمتهم في حفل الزفاف.

## الجلدبالسوطأو بالبطان
وهو عادة قديمة عند قبيلة الجعليين والقبائل ذات الأصول العربية بصفة خاصة، شب عليها الكبار ونشأ فيها الصغار، وهي من العادات العميقة الجذور لدى الجعليين، ويمارسها كل الجعليين حتى الذين تخرجوا من الجامعات والذين اغتربوا في أوروبا في إجازاتهم، يقوم فيها العريس بجلد اشقائه وشباب عائلته في جو احتفالى خاص يحضره الجميع نساء ورجال وحتى الأطفال. وطبعا يكون المقصد هو اثبات الفروسية والاحتفال لأبناء اسرة العريس والذي يجلد أيضا في نفس الاحتفال والغرض من ذلك إثبات الفروسية والشجاعة لهؤلاء الشباب، وعادة ماتسيل الدماء من الظهر والكتف بل قد يحتاج الواحد من هؤلاء لعلاج طويل حتى يبرأ ظهره من أثر الجلد.
وهذه الممارسة لها خصائص عكسية لرقص العروس فهى اثبات رجولة وإعلاناً لفروسية العريس واهله وخطاب اجتماعى تطمينى لأسرة العروس مفاده أن ابنتكم يحيط بها الفرسان.
وسوط «البُطان» يلهب شجاعة الشباب في أعراس السودان

## المآتم (العزاء\البكا)
يسمى باللهجة السودانية «البكا» بكسر الباء، وهو لا يختلف كثيرا عن المآتم المتعارف عليها في أغلب الدول العربية. غير انه يختلف في بعض التفاصيل مثل اعتبار ان هذه المناسبة عادة ما يتصدى لها الجيران، باعتبار ان الموت يأتي بشكل مفاجئ، فيكون على الجيران اعداد سرادق العزاء التي تسمى الصيوان، والذهاب إلى المقابر وتجهيز قبر المتوفى، وعادة ما تتم الصلاة عليه في اقرب مسجد لسكنه وبعد الانتهاء من مراسم الدفن يمتد العزاء عادة لثلاث أيام ينصب فيها الصيوان للرجال فقط ويقوم شباب الحى بترتيب الوجبات، والبيات للقادمين للعزاء من بقاع بعيدة.
وهنالك عادة فريدة قل ما وجدت في الدول العربية الأخرى وهي طريقة التعزية السودانية وهي تتلخص في أن القادم إلى مكان العزاء وقبل التحية أو الجلوس يتوجب عليه ان يرفع يديه إلى الأعلى كمن يدعو الله ويقول بصوت مسموع كلمة: الفاتحة  فيقوم بأستقباله اقرب الموجودون صلة بالمتوفى وتقرأ سرا أو بصوت منخفض سورة الفاتحة، أو يدعون للمتوفى بالرحمة والمغفرة.ثم يقدم الشاي والماء فقط، وتغيب مظاهر البهجة والأنس ويتحدث الناس عادة بصوت منخفض وعند المغادرة يتوجب على المغادر قرأة الفآتحة مرة أخرى بنفس الطريقة.

### الكشف
كما يقوم أبناء الحى بأعداد الكشف وهو قيود لمساهمات مالية تدفع من الحضور لمساعدة اسرة المتوفى، يساهم فيها الجميع كل حسب استطاعته،وهي تعتبر من العادات الراسخة التي يقبل بها الجميع في الغالب من الفقراء حتى اثرى الاثرياء ،علما بأن هذه المساهمات المالية لاتقتصر على المأتم فقط بل إلى كل المناسبات يتعهد الاقرباء والاصدقاء والجيران بالمساهمة المالية (الغير إلزامية)، ويعاب من يعرف عنه التهرب من هذه العادة.
ومن الملفت للنظر هو ان النساء في السودان يقدرن المشاركة في هذه المناسبة لابعد الحدود وعادة ما تكون وقتا مناسبا لتصفية الضغائن والمشاحنات وطلب العفو... وما إلى ذلك. وفي نفس الوقت يستهجن عدم المشاركة وتكون من أسباب القطيعة والبغضاء بينهن.
ومن العادات السودانية الحديثة هي عمل أكثر من عزاء فمثلا إذا كان للمتوفى أهل واصدقاء في مدن بعيدة أو خارج السودان فأنهم يقومون بتنسيق يوم عزاء يحضر فيه الجميع للدعاء لروح المتوفى ومساندة اقربائه وتصبيرهم ودفع المساهمة المالية.

## الحركة الثقافية الحديثة
بدأت الحركة الثقافية الحديثة في السودان في بداية القرن العشرين، حيث بدأ الخريجيي المدارس «و كلية غردون التي أصبحت جامعة الخرطوم لاحقا» في تكوين بعض التجمعات الثقافية المتفرقة، بالتزامن مع الحركة الفنية، حيث ظهر العديد من الشعراء والكتاب المثقفين الذين أثروا بشكل كبير في مسيرة الثقافة السودانية.
بعد استقلال السودان في العام 1956 م بدأت الحركة الثقافية النشيطة في السودان خاصة بعد ظهور الاذاعة السودانية «هنا أمدرمان» ومن ثم تلفزيون السودان من أمدرمان عاصمة الثقافة والتاريخ السوداني الحديث.
بعد سقوط نظام البشير ظهرت العديد من المؤسسات الثقافية، أهمها مؤسسة نيرفانا الثقافية، ومركز نيرفانا الثقافي، والذي يحتوى على مكتبة ضخمة، استديو رقمي، مسرح وقاعة سينما وقاعات فعاليات وورش، الجدير بالذكر أن المؤسسة بدأت نشاطها في العام 2017 وتأسست على يد الروائي مهند رجب الدابي

## السودانيين
شريف: محجوب شريف
حميد: محمد الحسن سالم حميد
القدال: محمد طه القدال (شاعر غنائي)
إبراهيم: إبراهيم علي بديوي (شاعر وعالم دين سوداني)
المك: علي محمد علي المك (قاص وروائي وناقد سوداني)
الفاضل: بشرى الفاضل (قاص وروائي سوداني)
الكناني: محمد عبد العال الكناني
- التيجاني يوسف بشير
- الهادي آدم
- محمد مفتاح الفيتوري
- إسماعيل الأزهري
- إدريس جماع
- محمد طه القدال
- إسحاق الحلنقي
- حمد الريح
- حسن خليفة العطبراوي
- عبد العزيز بركة ساكن
- أبكر آدم اسماعيل
- السر قدور
- الطيب صالح
- روضة الحاج
- عبد الله الطيب
- محمد وردي
- ليلى أبو العلا
- مكي سنادة
- ياسر عبد اللطيف
- حمور زيادة
- محمود ميسرة السراج